# ترونج شينه
ترونج شينه (بالفيتنامية: Trường Chinh)‏ (و. 1907 – 1988 م) هو سياسي من فيتنام ولد في مقاطعة كوانج نجاي.

## روابط خارجية
- ترونج شينه على موقع الموسوعة البريطانية (الإنجليزية)
- ترونج شينه على موقع مونزينجر (الألمانية)